# معركة دارا
مَعْرَكة دَارا، دَارَتْ رَحَاها عامْ 530 في دارا، شِمالِ بِلاد ما وراءَ النَهرين بينَ الإمبِراطورية البيزنطية بقيادة الجِنرال بيليساريوس والامبراطورية الساسانية خِلال فَترت الحَرب الأيبيرية، أنتهت المَعركة بنَصر للقوات البيزَنطية، كانت دَارا من اوائل المَعارك التي بَرزَ بها بيليساريوس كَعقلية عَسكرية مُفيدة لمَشروع الامِبراطور جستنيان الاول الطَموح لإعادة السَيطرة على أراضي حَوض البَحر الأبيض المُتوسط. كَذلك يُعتبر وَصفْ المؤرخ بروكوبيوس القيسراني لهذه الاشتباك من بين أكثر الأوصاف تفصيلاً لمَعركة رومانية متأخرة على الإطلاق.

## خلفية
كانَت الإمبراطورية البيزنطية في حالة حرب مع الساسانيين منذ عام 527، على ما يُفترض لأن الشاه قباذ بن فيروز حاولت إجبار الأيبيريين على أن يَعتَنقوا الزرادشتية. هرب الملك الأيبري من فيروز، لكن كافاد حاول أن يصنع السلام مع البيزنطيين، وحاول أن يَدفع جاستين الأول ألى تَبَني ابنه كسرى الأول. وافق جاستين، ولكن بشروط أنه لن يفعل ذلك إلا في طقوس مُخصَصة للبرابرة. فشل الأمر هذا في إرضاء فيروز، الذي هاجم الحلفاء البيزنطيين، لذلك أرسل جاستين جنرالاته سيتاس وبيليساريوس إلى بلاد فارس، حيث هُزِموا في البداية. في عام 529، أدت المفاوضات الفاشلة لخليفة جاستين الأول «جستنيان» إلى قيام حملة ساسانية قوامها 40.000 رجل مُتَقَدمه نحوَ دارا. في العام التالي، أُعيد بيليساريوس إلى المنطقة إلى جانب هيرموجينس وجيشه؛ أجاب فيروز على هذا التَصعيد بارسال عشرة آلاف جندي آخر تحت قيادة الجنرال بيروزيس، الذين أقاموا معسكرًا على بعد حوالي خمسة كيلومترات في أموديوس. بالقرب من دارا.

## تعيين
انتشرَ الفُرس، الذين فاق عددهم الرومان بحوالي 15000 رجل، حوالي 20 مدرجًا بعيدًا عن بلدة داراس ونَشَروا خطوطَهم. على الرغم من قلة عددهم، قرر بيليساريوس خوض المَعركة، قام بحفر عدد من الخنادق لصد سلاح الخَيالة الفارسي، وترك فجوات بينها للسماح بهجوم مضاد. وفقًا للمؤرخ عرفان شهيد، تم تبني هذا التكتيك من الفرس في معركة تانوريس قبل ذلك بعامين. بِحَيث تُحفَر الخَنادق المَوجودة على الاجنحة ألى الامام ويبقى الخَندق المَركزي ألى الخَلف. هنا وضع بيليساريوس المشاة غير الموثوق بهم خلف الخندق المركزي، والَذي تمَ حَفره بالقرب من جدران القلعة لتوفير نيران داعمة من أسوار المدينة. على الجانبين الأيمن والأيسر كان سلاح الخَيالة البيزنطي المَشكوك في قُدراته، وكانت هناك وحدات صغيرة من الهون تدعمهم على أجنحتهم الداخلية مِنهم 300 من سلاح خَيالة الهون تحت قيادة سونيكاس وأيغان تدعم اليسار؛ والعديد من الهون على اليمين تحت قيادة سيماز. وضع بيليساريوس أيضًا وحدات من سلاح الخَيالة الهيرولي تحت قيادة فاراس من اجل وضع كمين بعيدًا عن جناحه الأيسر. بَينما احتَفظ باحتياطي مؤلف من سلاح خَيالة البوكلاريوس الخاص به خلف مركزه تَحتَ قيادة جون الأرميني، جنراله المَوثوق وصَديق طفولته.

## المَعركة
في اليَوم الأول، وفقًا للمؤرخ بروكوبيوس القيرسراني، لم تكن هناك مشاركة عامة، ولكن بدلاً من ذلك، كانت هناك سلسلة من المعارك بين أبطال كلا الجانبين. شارك في معركة معينة بَطل الفارسي تحدى بيليساريوس في قتال فردي؛ لكن بدلاً من ذلك قابله عبد حَمام بيزنطي يدعى أندرياس، الذي كان يتدرب سرا مع جنود منزل بيليساريوس، لم يقتل أندرياس هذا البطل الفارسي فحسب، بل قتل أيضًا منافسًا ثانيًا في وقت لاحق من اليوم. ثم انسحب الفرس إلى أموديوس ليلا. ومع ذلك، فقد أعربَ بعض المؤلفين عن شكوكهم فيما يتعلق بالتاريخية الخالصة لحساب بروكوبيوس وذكروا أنه في حين أن حالات القتال الفردي حدثت على الأرجح أثناء المعركة، فإن اغلب وصف بروكوبيوس يُقصد به أن يكون أداة سردية بدلاً من كَونه سرد وقائعي. هناك مصدر آخر، يُعتقد أنه يستند إلى وثائق رسمية، يشير بالفعل إلى القتال الفردي، لكنه لا يذكر العَبد أندرياس، علاوة على ذلك، يضع أي اشتباكات قتالية فردية في مرحلة مختلفة من مَراحل المَعركة.
بعد اليوم الأول من المناوشات، أرسل بيليساريوس رسالة إلى القائد الفارسي. بدلاً من خوض مَعركة، كان بيليساريوس يعتقد أنه من الأفضل تجنب الصِراع وبدلاً من ذلك أصر على تسوية نزاعاتهم عن طريق المُناقشة. جاء في الرسالة، «البَركة الأولى هيَ السَلام، كما يَتَفق عَليه جَميع الرجال الذين لديهم حتى حصة صَغيرة منَ العقلْ.... لذلك، فإن أفضل القادة هو القائد القادر على إحلال السَلام من الحَرب.»  الرسالة إما لم تلق آذانًا صاغية أو أن بيريزوس أراد بالفعل التفاوض وفشل في النهاية،  استؤنفت المَعركة. لقد اعتقد الفرس بالفعل أن الجيش البيزنطي جيش من الدرجة الثانية. وهذه الرسالة، جنبًا إلى جنب مع تفوقه العددي، من المحتمل أن تكون قد جعلت بيروزيس أكثر ثقة بالنَصر.  في كتابه عن بيليساريوس المؤرخ برغنا يقول أن بيليساريوس أرسل الرسالة بسبب شخصيته الأخلاقية الجيدة. بَينما يدعي المؤرخ ماهون في كتابه أن بيليساريوس شكك في فرصته في الانتصار ولهذا أرسل الرسالة.
في اليوم الثاني للمعركة، وصل 10000 جندي فارسي إضافي من نصيبين. تبادل المشاة الساسانيون والبيزنطيون إطلاق السِهام مما أدى إلى وقوع إصابات طفيفة من كلا الجانبين. كما يصف بروكوبيوس، «في البداية إذن، أطلق كلا الجانبين سهامًا ضد بعضهما البعض، بِحَيث شَكلت السهامًا بعددها الكبير، سحابة واسعة؛ وكان العديد من الرجال يسقطون على الجانبين، لكن سهامًا الفرس كانّت ذات كثافة أكبر بكثير. لأن الرجال كانوا يطلقونها بالتناوب، مِما لا يُعطي عدوهم أدنى فرصة لمراقبة ما كان يجري؛ ولكن حتى مع ذلك لم يكن لدى الرومان أسوأ ما في الأمر. لأن ريح ثابتة هبت من جانبهم ضد الفرس، واضعَفت قوة سهامهم بدرجة كبيرة».  إما أن الفرس حصلوا على الَيد العليا، أو أن القتال كان متساويًا إلى حد ما أو قّد عانى الفرس أكثر. ثم شكل الفرس خطين: الجناح الأيمن تحت بيداكسش واليسار تحت بارسماناس.
في هذا الوقت من اليوم تم تقدير درجة حرارة المنطقة لتكون ساخنة بشكل خاص، ربما كانت حوالي 45 درجة مئوية.
كانت الموجة الأولى من الهجوم الفارسي موجهة ضد الجناح الأيسر للبيزنطيين. أجبر الفرس على عبور الخندق، ودفعوا سلاح الخَيالة البيزنطيين إلى الوراء. لكن تَحرك الهون تحت قيادة سونيكاس من الداخل للخط البيزنطي، وكذلك الهيروليين الذين هاجموا من الكمين المُعَد من الجانب الآخر، أجبر جناح الفرس على التراجع.
ثم هاجم الفرس الجناح الأيمن البيزنطي، حيث أرسل بيروزيس فرقة الخالدون، الذين كانوا نخبة من الخَيالة الرَماحة المُدَرعين. تم دفع سلاح الخَيالة والمشاة البيزنطيين الذين كانوا يدافعون عن الخندق هنا كما كانوا على اليمين. لكن بيليساريوس هاجم هجومًا مضادًا بسلاح خَيالة البوكلاريوس الاحتياطي، وقسم القوات الفارسية إلى قسمين. طارد نصف الفرس سلاح الخَيالة البيزنطيين، لكن الباقين حوصروا، وقتل بارسمانيس أحد جنرالات بيروزيس مع 5000 رجل آخر. كما استعاد سلاح الخَيالة البيزنطي التَرتيب في تَشكيلاتهم وطاردوا القوات الفارسية. سمح بيليساريوس بالمطاردة لأميال قليلة، بَعدها سمح لغالبية الناجين الفارسيين بالهروب.

## ما بَعدَ الواقِعة
بعدَ الهَزيمة، بدأ الساسانيون بقيادة قائد الجيش أزاريث مع حُلفائهم من المناذرة غزوًا آخر، هذه المرة، بشكل غير متوقع، عبر مملكة كوماجيني. أحبط بيليساريوس خطتهم بالمناورة السريعة وأجبر الفرس، الذين كانوا يتراجعون، في معركة عنيفة في كالينكم هُزم فيها البيزنطيون، ولكن مع خسائر فادحة في كلا الجانبين. دفع البيزنطيون في النهاية جزية مقابل معاهدة سلام.
في 540 و 544 هوجمت دارا من قبل كسرى الأول، الذي لم يتمكن من أحتلالها في وقت سابق، استولى عليها كسرى أخيرًا عام 573 ؛ قيل أن سقوطها تسبب في إصابة جاستن الثاني بالجنون. سيطرت صوفيا زوجة جاستن وصديقه تيبريوس الثاني على الإمبراطورية حتى توفي جاستن عام 578. وفي الوقت نفسه، تمكن الفرس من التقدم إلى الإمبراطورية، لكن كسرى الأول توفي عام 579.
هزم الأمبراطور موريكيوس الفرس في دارا عام 586 واستعاد القلعة، لكن الفرس تحت حكم كسرى الثاني هزموا البيزنطيين في 604. هذه المرة دمر الفرس المدينة، لكن البيزنطيين أعادوا بنائها في عام 628. في عام 639 استولى عليها العرب المسلمون، وظلت في أيديهم حتى عام 942 عندما نهبها البيزنطيون. تم نهبها مرة أخرى من قبل جون الأول في 958، لكن البيزنطيين لم يَستَطيعوا أستردادها أبدًا.

## المَراجع
1. ↑  J. Haldon, The Byzantine Wars, 31
2. ↑  J. Haldon, The Byzantine Wars, 31–32
3. ↑  Charles، Michael (1 يناير 2011). "The Sassanian immortals". Iranica Antiqua: 289–313. DOI:10.2143/IA.46.0.2084423.
4. ↑  Hughes, Ian (Historian). Belisarius : the last Roman general. Barnsley. ISBN:9781473822979. OCLC:903161296.
5. ↑  Brogna, Anthony (1995). The Generalship of Belisarius (PDF) (Master of Military Art and Science thesis) (بالإنجليزية). كلية القيادة والأركان العامة للجيش الأمريكي [الإنجليزية]، Fort Leavenworth: مركز المعلومات التقانية الدفاعية  [لغات أخرى]‏. p. 29 – 41. OCLC:227839393. Archived (PDF) from the original on 2020-01-17. {{استشهاد بأطروحة}}: |archive-date= / |archive-url= timestamp mismatch (help)صيانة الاستشهاد: علامات ترقيم زائدة (link)
6. 1 2  Brogna، Anthony (1995). The Generalship Of Belisarius. Pickle Partners Publishing. ص. Chapter 3, page 6 of 17.
7. ↑  Shahid, Irfan (1995). Byzantium and the Arabs in the Sixth Century (بالإنجليزية). Dumbarton Oaks. p. 78. ISBN:978-0-88402-214-5.
8. ↑  Whately, Connor. "Battles and Generals: Combat, Culture, and Didacticism in Procopius' wars". Brill, 2015, p. 75
9. 1 2 3  Caesarea، Procopius (2018). History of the Wars. Seltzer Books. ISBN:9781455407699.
10. ↑  Stanhope، Philip (1829). Belisarius.
11. ↑  Heather، Peter (2018). Rome Resurgent: War and Empire in the Age of Justinian (Ancient Warfare and Civilization). Oxford University Press. ISBN:978-0199362745.
12. ↑  Erdkamp, Paul (2011). A Companion to the Roman Army (بالإنجليزية). John Wiley & Sons. p. 544. ISBN:978-1-4443-9376-7.